# Nangshig-Kloster
| Tibetische Bezeichnung                    |
| ----------------------------------------- |
| Wylie-Transliteration: snang zhig dgon pa |
| Chinesische Bezeichnung                   |
| Vereinfacht: 郎依寺; 朗依寺               |
| Pinyin:Lángyī sì; Lǎngyī sì               |

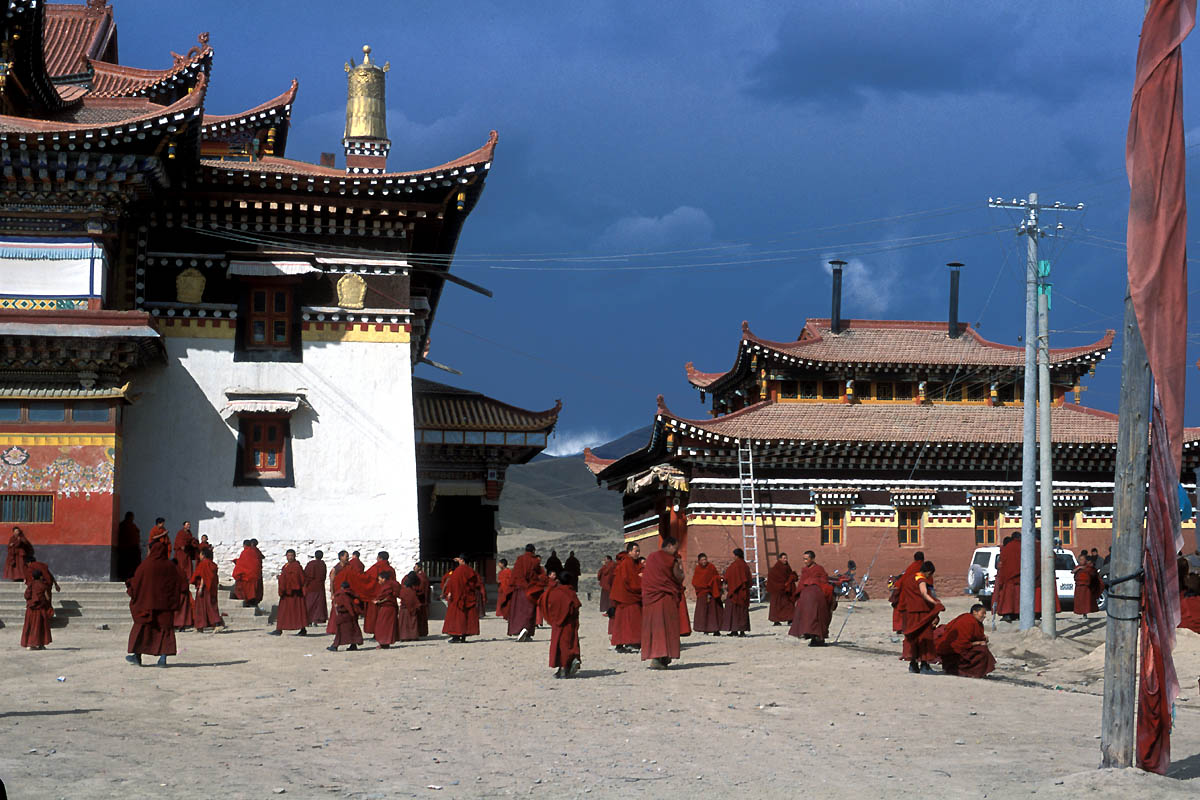
Nangshig-Kloster

Das Nangshig-Kloster  oder  Nangshig Gompa bzw.  Nangshig Gön  (tib.: snang zhig dgon) usw. ist ein bedeutendes Kloster der alten Bön-Tradition in der Region Amdo (Sichuan, Volksrepublik China).

## Geschichte
Das Kloster liegt im Kreis Aba (Ngawa)  des Autonomen Bezirks Ngawa der Tibeter und Qiang in der Provinz Sichuan. Es wurde 1107 gegründet und 1754 an seinen heutigen Ort verlegt. Es ist mit heute vielen hundert Mönchen das größte Yungdrung-Bön-Kloster ganz Tibets. Es liegt auf einer Höhe von 3448 m. Es wurde im 12. Jahrhundert von dem Bön-Meister Nyimadzin  (Nyi ma 'dzin) auf Wunsch seines Vaters, des Meisters Dophag (Do 'phags), der auch unter dem Namen Nangzhig Lodrö Gyeltshen (sNang zhig blo gros rgyal mtshan) bekannt ist, gegründet, dem ersten Nangshig. Der 39. Nangshig-Linienhalter ist Kelsang Lodrö Gyathso (bsKal bzang blo gros rgya mtsho).